# Malle automobile
 (mai 2025).
La malle automobile a été créée pour le transport d’objets pendant les voyages à bord des voitures attelées aux chevaux au XIXe siècle. Pendant longtemps arrimée sur les toits des véhicules, elles ont évolué pour devenir, lors de l’apparition des automobiles, un véritable article de luxe.

## Histoire

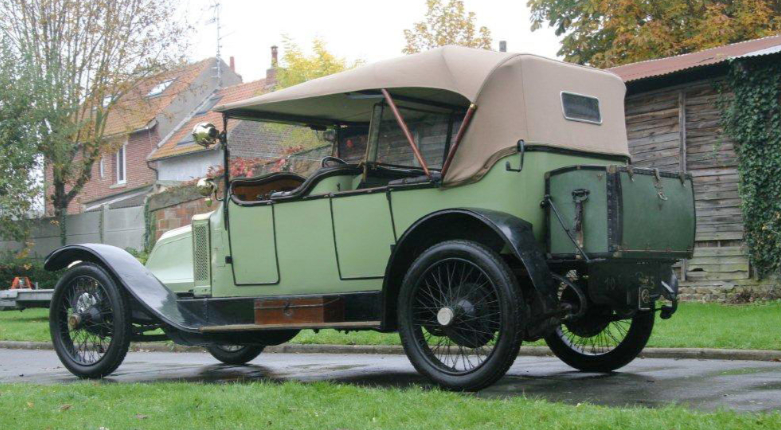
Voiture équipée d'une malle arrière Moynat.

Les malles automobiles ont évolué avec l’histoire des voitures, notamment grâce à la création des limousines. Ces grands véhicules, dont la carrosserie était divisée en deux parties – une réservée aux passagers et une aux conducteurs, qui restaient assis dehors, sous un espace couvert –, disposaient d’une importante galerie sur leur pavillon. Cette large surface, nommée « l'Impériale », permettait l'installation de malles capables de transporter les objets les plus divers lors des voyages.
Plusieurs malletiers ont développé des modèles de malles pour les limousines, le plus souvent sur mesure, avec différents systèmes d’arrimage spécialement conçus pour leur installation sur la voiture. Le spécialiste dans le domaine a été la maison Moynat, qui a breveté plusieurs dispositifs d’arrimage des bagages pour automobiles et a même édité des catalogues entiers, uniquement dédiés aux malles automobiles.
Vers 1910, les limousines ont commencé à être remplacées par les « coupé-limousines » et les impériales ont disparu. Des porte-bagages sont installés derrière les automobiles et donnent naissance aux malles arrière.
Après le déplacement des malles de l'impériale de la voiture vers l'arrière, elles commencent à être placées entre la carrosserie et la roue de secours puis, en 1928, la maison Moynat invente une malle à glissement latéral. Ce système, qui permettait de glisser facilement valises et porte-habits dans les malles, a inspiré les coffres des voitures contemporaines.

Malle limousine.
Description détaillée d'une malle automobile.
Cadillac équipée d'une malle arrière.
Malles automobile à glissement latéral.
Page du catalogue de malles Moynat « Par la Route... », 1914.
Publicité de malle automobile - Illustration 1929.
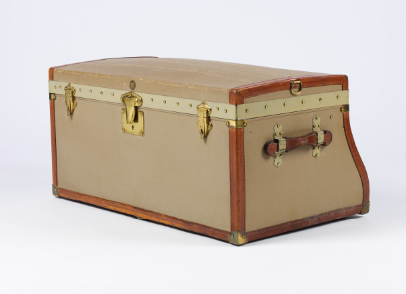
Malle automobile Moynat adaptée à la forme de la carrosserie.
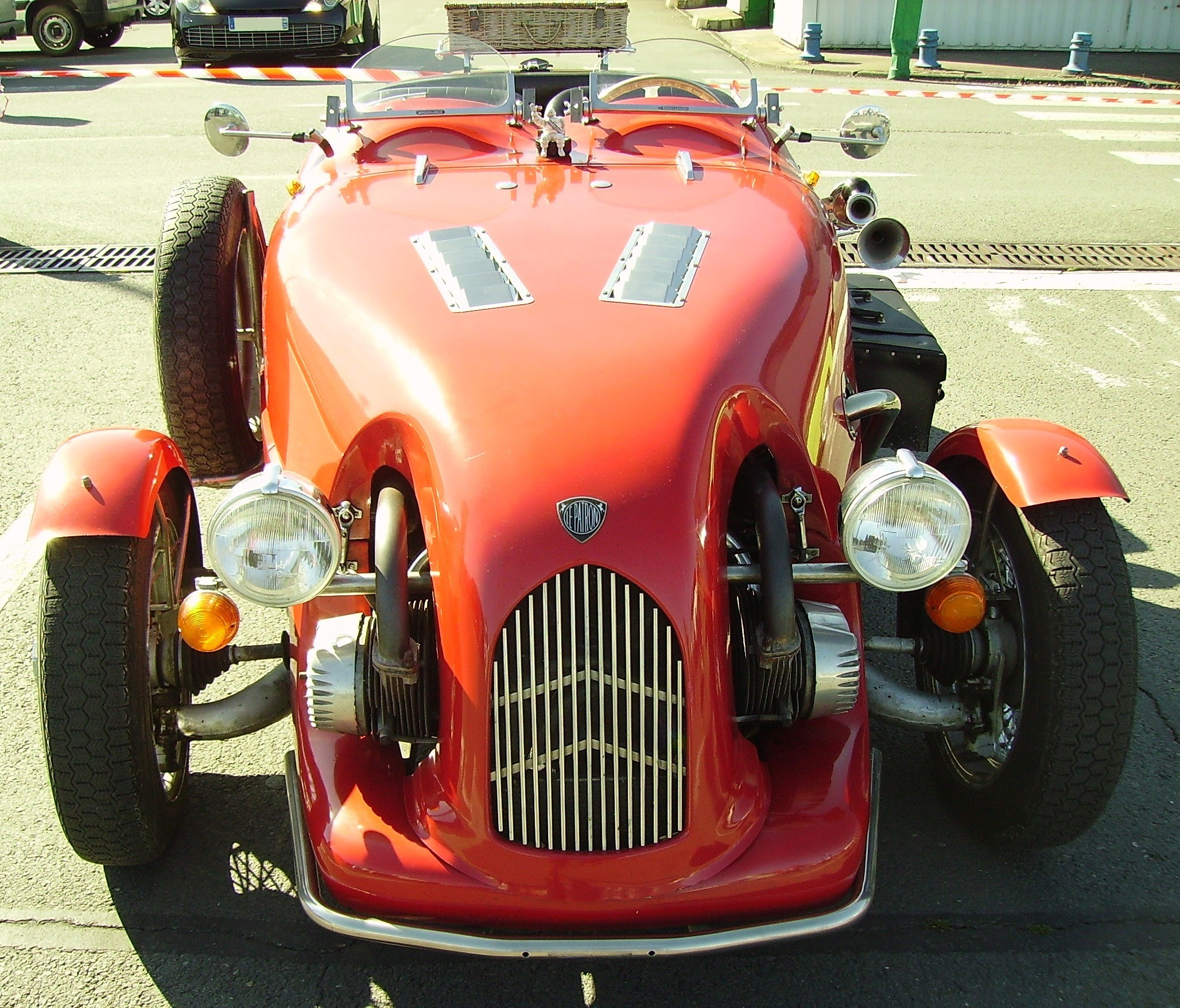
Le Patron équipée de deux malles (latérale et AR).